# Kyra Davis
Kyra Davis és una escriptora afroamericana estatunidenca considerada bestseller pel New York Times. És coneguda sobretot per la seva trilogia Just One Night i la sèrie de noveles de misteri Sophie Kats. El 2013 es va anunciar que es faria una adaptació en sèrie televisiva de la seva trilogia.

## Vida i obra
Davis va néixer a Santa Clara, Califòrnia, com a filla d'una mare jueva soltera. Va rebre el seu nom en honor del personatge Kira Argonouva, protagonista de la novela We The Living de Ayn Rand. El seu pare era afroamericà i la seva mare era descendent de jueus d'Europa Oriental. Davis va estudiar al Fashion Institute of Design & Merchadising i al Fasion Institute of Technology, on va conèixer el seu primer marit. Es va graduar en humanitats i economia a la Universitat Golden Gate. El 2001 Davises va divorciar. Davis va començar escriure la sèrie Sophie Katz degut a l'estrès que li va provocar el divorci i el 2005 va publicar la seva primera novela. El 2013 Davis va començar a publicar la seva trilogia Just One Night.
Davis resideix a Los Angeles, Califòrnia amb el seu fill i el seu marit, el director i guionista Rod Lurie, que té dos fills d'una relació prèvia.

## Recepció crítica
Recepció de l'obra de Davis ha estat positiva. Just One Night va aconseguir una valoració positiva al Publishers Weekly i Lust, Loathing and a Little Lip Gloss va ser anomenat per GalleyCAt's com un dels llibres principals de l'època. El Houston Chronicle va elogiar l'obra Sex, Murder and a Double Latte.
Boston.com va valorar positivament So Much my Happy Ending..

## Obres

### TrilogiaJust One Night
- The Stranger (2013)
- Exposed (2013)
- Binding Agreement (2013)
- Just One Night (2013, compilació de les tres novel·les)
- Just One Lie
- Just One More

### Pure Sin
- Deceptive Innocence (2014)[12]
- Dangerous Alliance (2014)

### Sophie Katz Mysteries
- Sex, Murder and a Double Latte (2005)
- Passion, Betrayal And Killer Highlights (2006)
- Obsession, Deceit, and Really Dark Chocolate (2007)
- Lust, Loathing and a Little Lip Gloss (2009)
- Vows, Vendettas and a Little Black Dress (2010)
- Vanity, Vengeance And A Weekend In Vegas (2012)
- Seven Swans A' Shooting (2013)

### Novel·les Standalone
- So Much for My Happy Ending (2006)

### Assaig
- Perfectly Plum: Unauthorized Essays On the Life, Loves And Other Disasters of Stephanie Plum, Trenton Bounty Hunter (2007)
- Everything I Needed to Know About Being a Girl I Learned from Judy Blume